# Hylotelephium telephioides
Hylotelephium telephioides är en fetbladsväxtart som först beskrevs av André Michaux, och fick sitt nu gällande namn av Hideaki Ohba. Hylotelephium telephioides ingår i släktet kärleksörter, och familjen fetbladsväxter. Inga underarter finns listade i Catalogue of Life.

## Bildgalleri

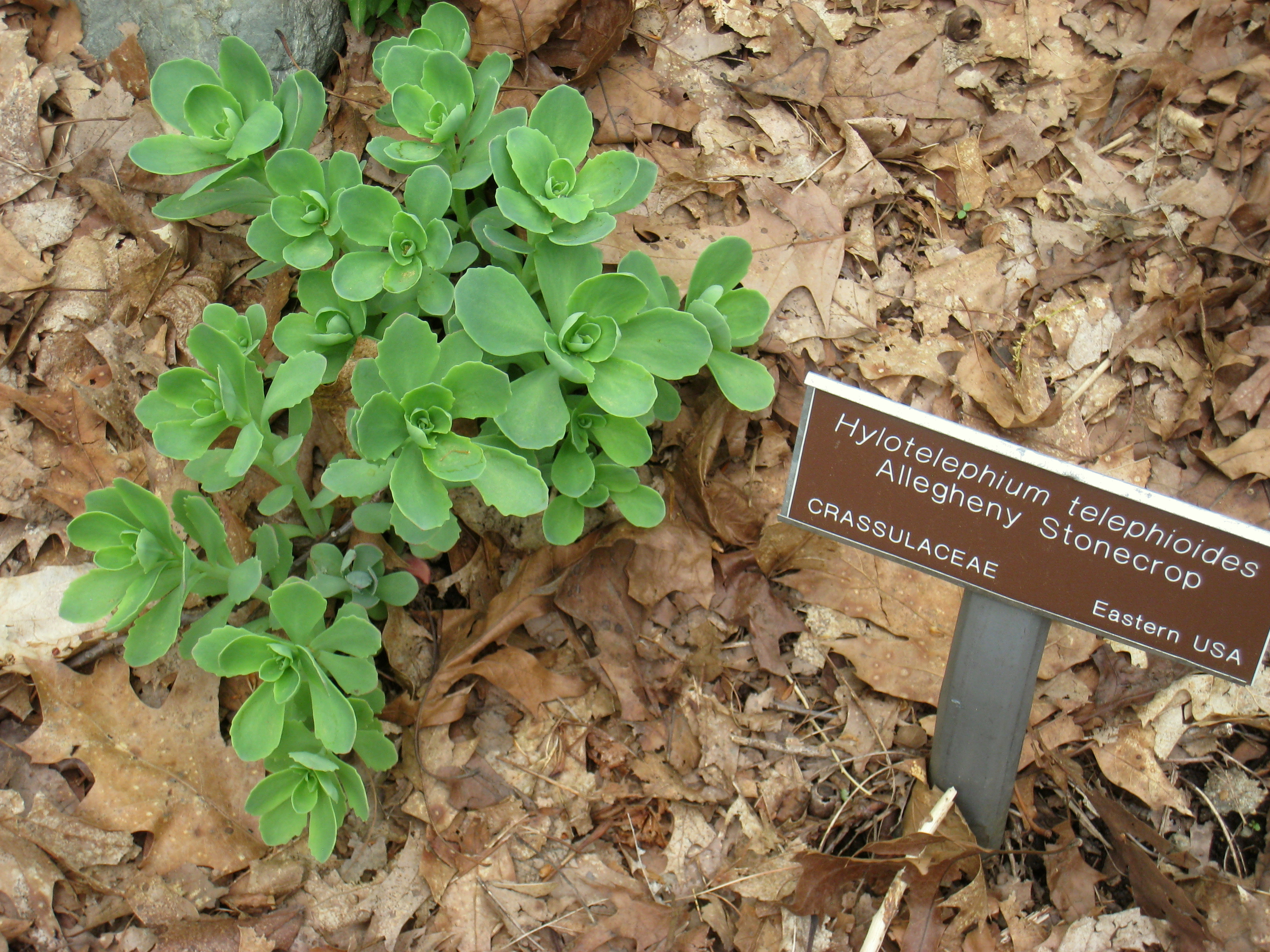
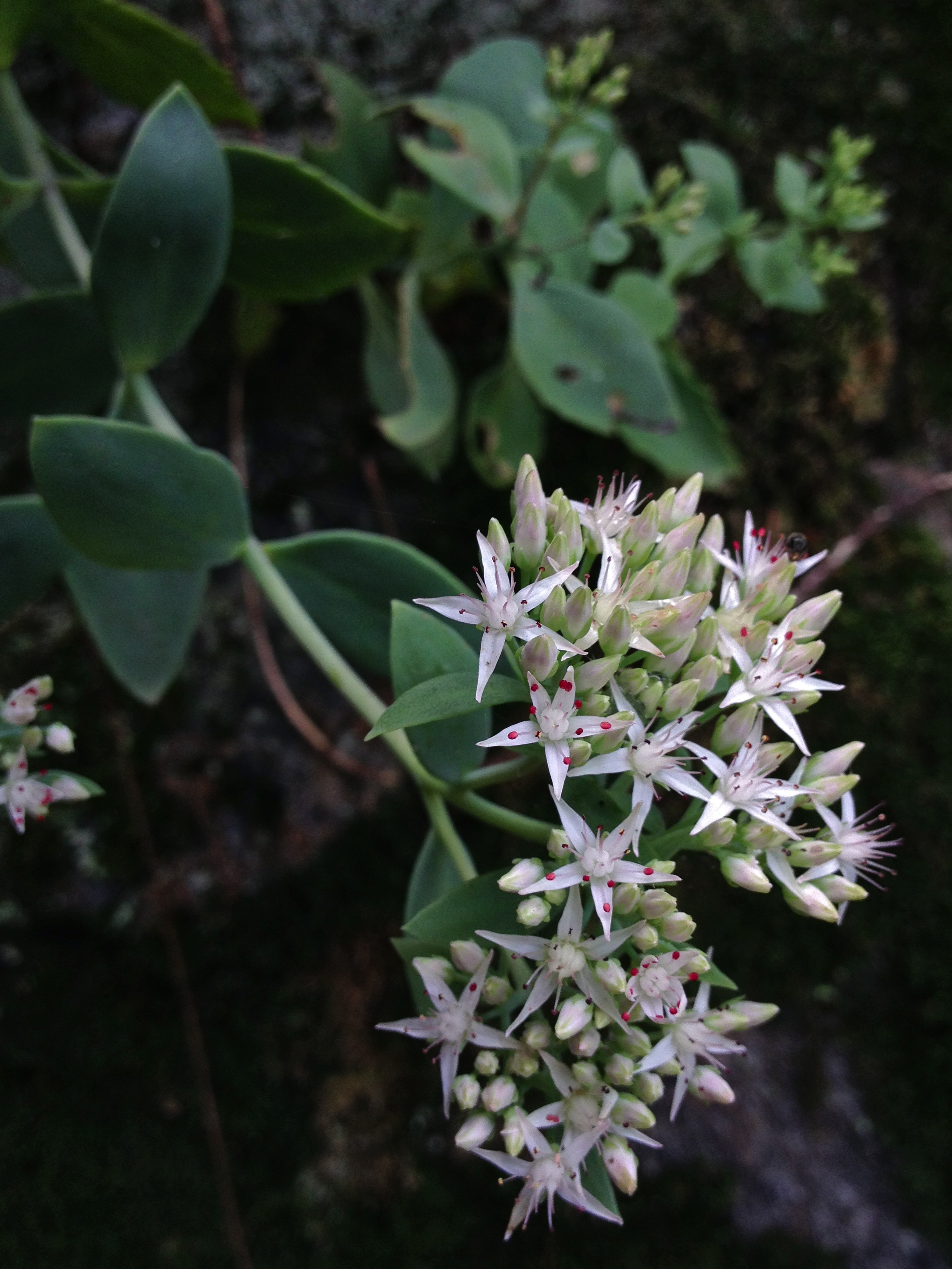